# Mongolotmethis
Mongolotmethis is een geslacht van rechtvleugeligen uit de familie Pamphagidae. De wetenschappelijke naam van dit geslacht is voor het eerst geldig gepubliceerd in 1948 door Bey-Bienko.

## Soorten
Het geslacht Mongolotmethis omvat de volgende soorten:
- Mongolotmethis gobiensis Bey-Bienko, 1948
- Mongolotmethis kozlovi Bey-Bienko, 1948